# Charles Gorrie Wynne
Charles Gorrie Wynne, FRS, angleški optik, * 18. maj 1911, † 1. oktober 1999.
Wynne je eden izmed pomembnih raziskovalcev na področju zasnove optičnih leč.

## Priznanja

### Nagrade
- Youngova medalja in nagrada (1971)
- zlata medalja Kraljeve astronomske družbe (1979)
- Rumfordova medalja (1982)